# مسلمون مؤيدون لإسرائيل
المسلمون المؤيدون لإسرائيل، ويُشار إليهم أحيانًا بـ"المسلمين الصهاينة"، هم أفراد أو مجموعات من المسلمين الذين يتبنّون موقفًا داعمًا لدولة إسرائيل، سواء من حيث شرعيتها، سياساتها، أو علاقاتها الإقليمية والدولية. ويرى بعضهم أن لليهود حقًا في إقامة دولة خاصة بهم على أرض فلسطين، وهو ما يتقاطع مع الفكر الصهيوني التقليدي. تُعدّ هذه الظاهرة محدودة النطاق ضمن المجتمعات الإسلامية، لكنها تثير جدلاً واسعًا نظرًا لتعارضها مع الموقف السائد في العالم الإسلامي الذي يدعم القضية الفلسطينية.
ومن الجدير بالذكر أنه لا يعني تأييد بعض المسلمين لإسرائيل بالضرورة معاداتهم للفلسطينيين، بل قد ينبع من رؤية بديلة لحل الصراع.

## الخلفية
يشترك الإسلام واليهودية في جذور دينية وتاريخية عميقة، بوصفهما من الديانات الإبراهيمية التي تنتمي إلى نفس التقليد التوحيدي، وتؤمنان بإله واحد وتستندان إلى تراث الأنبياء المشترك. يقدّس الإسلام أنبياء بني إسرائيل، ويذكر القرآن الكريم موسى عليه السلام أكثر من أي نبي آخر، ويقرّ لليهود بحقهم التاريخي في النبوة، والكتب السماوية، بل وحتى في سكنى الأرض المقدسة في بعض الآيات.
ومع ذلك، وعلى الرغم من هذا القرب الديني، تطور الصراع العربي-الإسرائيلي خلال القرن العشرين في سياق سياسي معقّد، أدّى إلى تشكّل موقف إسلامي عام معادٍ لإسرائيل، خاصة بعد النكبة عام 1948. ومنذ ذلك الحين، ارتبطت صورة إسرائيل في الوعي الجمعي الإسلامي بالاحتلال، والاعتداء على المقدسات، وحرمان الشعب الفلسطيني من حقوقه.
أصبح رفض إسرائيل جزءًا من الهوية السياسية والدينية السائدة في معظم الدول الإسلامية، وتجسّد ذلك في الخطب الدينية، والمناهج التعليمية، والإعلام، وكذلك في السياسات الرسمية للدول والمنظمات الإسلامية. وقد اعتُبرت القضية الفلسطينية "قضية المسلمين الأولى"، واكتسبت بُعدًا دينيًا عميقًا نظرًا لمكانة المسجد الأقصى في العقيدة الإسلامية.
غير أن هذا الموقف لم يكن مطلقًا أو أحاديًا عبر التاريخ. فقد شهدت العلاقات الإسلامية-اليهودية مراحل من التعاون والتعايش، لا سيما في عصور الأندلس والعثمانيين، كما لم يكن الصراع الإسرائيلي-الفلسطيني بالضرورة صراعًا دينيًا في جوهره، بل سياسيًا واستعماريًا بالأساس، وإن اتخذ أبعادًا دينية لاحقًا.
في العقود الأخيرة، وخصوصًا بعد توقيع "اتفاقيات إبراهيم" عام 2020 بين إسرائيل وعدد من الدول العربية، بدأت تظهر أصوات مسلمة سواء في الغرب أو في العالم العربي، تدعو إلى إعادة النظر في الموقف من إسرائيل، والتفريق بين السياسة والدين، وبين الصراع وبين إمكانيات التعايش. وتزايدت الدعوات إلى الحوار، والاعتراف المتبادل، بل وحتى إلى التأييد العلني لإسرائيل من بعض الشخصيات والمفكرين المسلمين.
هكذا بدأت تتبلور، وإن بشكل محدود وهامشي، ظاهرة "المسلمين المؤيدين لإسرائيل"، لا ككتلة واحدة متجانسة، بل كمجموعة من الأفراد أو التوجهات التي تختلف دوافعها بين الاعتبارات السياسية، أو الدينية، أو الفكرية، أو البراغماتية، وتثير بطبيعتها جدلاً كبيرًا داخل المجتمعات الإسلامية.

## دوافع التأييد
تتعدد دوافع تأييد بعض المسلمين لإسرائيل بحسب السياق الجغرافي والسياسي والفكري، وتشمل ما يلي:
- أسباب سياسية: كالتقارب الإقليمي، العداء المشترك لإيران، أو اعتبار إسرائيل حليفًا إستراتيجيًا في مواجهة الإسلام السياسي. فعلى سبيل المثال بعد توقيع اتفاقيات إبراهيم، عبّر بعض المثقفين ورجال الدين عن مواقف إيجابية تجاه إسرائيل.
- أسباب دينية: بعض المسلمين يتبنون تفسيرات دينية أو قرآنية تُقر بحق اليهود التاريخي في "أرض الميعاد".[4]
- أسباب فكرية أو ثقافية: خاصة بين المثقفين المسلمين في الغرب الذين يتبنون مواقف ليبرالية تؤيد الديمقراطية والعلمانية، وينظرون إلى إسرائيل كدولة ديمقراطية وسط محيط استبدادي.
- أسباب شخصية أو مصلحية: كحالات اندماج المسلمين كمواطنين في إسرائيل، أو مشاركة في مشاريع اقتصادية مشتركة.

## نماذج وشخصيات بارزة
- طارق فتح: كاتب مسلم كندي من أصل باكستاني، دعا إلى الاعتراف الكامل بإسرائيل وانتقد حركات الإسلام السياسي.
- حسن الشلغومي: إمام تونسي-فرنسي يُقيم في فرنسا، عُرف بمواقفه المؤيدة للحوار اليهودي الإسلامي، وزياراته المتكررة لإسرائيل، كما دعا المسلمين إلى الاعتراف بحقها في الوجود والتطبيع معها.[5]

## اتفاقيات إبراهيم
شهدت ظاهرة تأييد بعض المسلمين لإسرائيل بروزًا في سياق اتفاقيات إبراهيم، التي وُقّعت عام 2020 بين إسرائيل وعدد من الدول العربية، بينها الإمارات العربية المتحدة والبحرين والمغرب والسودان. وقد وفّرت هذه الاتفاقيات أرضية جديدة لتطبيع العلاقات بين المسلمين وإسرائيل، ما شجّع بعض الأصوات داخل المجتمعات الإسلامية على التعبير العلني عن دعمها للتطبيع، بل وشرعية وجود إسرائيل كدولة يهودية.

### مجمّع الديانات الإبراهيمية في الإمارات
في هذا الإطار، أنشأت الإمارات العربية المتحدة في عام 2023 "بيت العائلة الإبراهيمية"، وهو مجمّع ديني مشترك في العاصمة أبو ظبي، يضم مسجدًا وكنيسة وكنيسًا يهوديًا في موقع واحد، بهدف تعزيز الحوار بين الأديان الإبراهيمية الثلاثة. ويُعدّ هذا المشروع الرمزي من أبرز معالم مرحلة ما بعد اتفاقيات إبراهيم، ويعكس توجّهًا رسميًا نحو التعايش الديني والانفتاح على المكوّنات الدينية المختلفة، بما فيها الجالية اليهودية وعلاقاتها مع المسلمين في المنطقة.

## عرب 48

### البدو
خلال الحرب العربية الإسرائيلية 1948، قرر العديد من البدو القتال إلى جانب القوات الصهيونية كالهاغاناه في ما أسموه غزوا من قبل الجيوش العربية.[هل المصدر موثوق به؟]
بدو النقب، وهم أقلية مسلمة تشكل نسبة 12% من عرب إسرائيل، ويميلون غالباً إلى تعريف أنفسهم على أنهم إسرائيليون عكس بقية العرب في إسرائيل. إضافة إلى ذلك، يخدم العديد من بدو النقب في الجيش الإسرائيلي.

### الدروز والشركس
الشركس في إسرائيل، هم غير عرب لكن غالبيتهم مسلمون سنة. كان للشراكسة علاقات جيدة مع اليهود في إسرائيل منذ بداية مشروع الاستعمار اليهودي في أرض فلسطين (توضيح). ساعدت الجالية الشركسية في هجرة اليهود الغير شرعية إلى فلسطين إبان الانتداب البريطاني وقاتلت إلى جانب إسرائيل في حربها مع العرب عام 1948. في عام 1948، عندما قامت دولة إسرائيل، لم يهاجر شركس فلسطين إلى البلدان المجاورة، وفضلوا خيار البقاء داخل حدود الدولة الجديدة وقبول المواطنة الإسرائيلية الكاملة. مثل الدروز، يؤدي الشركس الذكور منذ عام 1958 الخدمة العسكرية الإلزامية الإسرائيلية عند بلوغ سن الرشد، بإستثناء الإناث.

## في بنغلادش
صلاح الدين شعيب تشودوري صحفي وناشر بنغلادشي أعلن عن نفسه بأنه مسلم صهيوني. صحيفته بليتز الأسبوعية تنتقد ثقافة الجهاد وتدعو إلى تفاهم الأديان بين المسلمين والمسيحيين واليهود. اعتقلت الشرطة البنغلادشية تشودوري يوم 29 نوفمبر 2003 في مطار دكا حيث كان من المقرر أن يطير إلى إسرائيل، التي يحظر على المواطنين البنغلادشيين السفر إليها.